# USS Winston S. Churchill (DDG-81)
USS Winston S. Churchill (DDG-81) — 31-й  ескадрений міноносець з серії запланованих до 13 вересня 2002 р. 62 есмінців КРО типа «Арлі Берк», будівництво яких було схвалене Конгресом США і 1-й есмінець цього типу серії IIa c АУ. Mark 45. Mod. 4/62. Введений до експлуатації 10 березня 2001 року.

## Назва

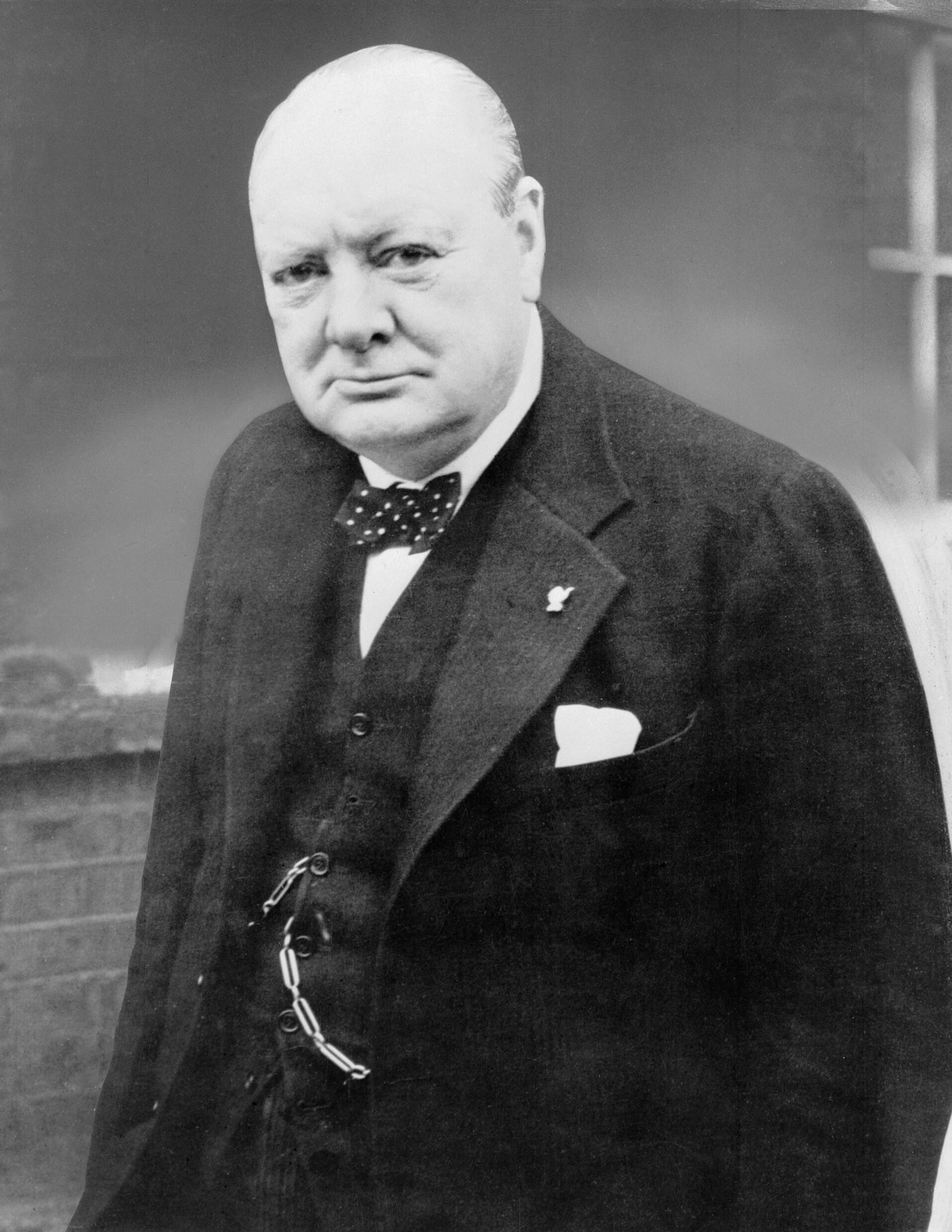
Сер Вінстон Спенсер-Черчилль

29 листопада 1995 року під час візиту до Великої Британії президент Білл Клінтон оголосив парламенту, що новий корабель буде присвоєний імені сера Вінстона Черчилля, колишнього прем'єр-міністра Великої Британії. Він став першим есмінцем і лише четвертим військовим кораблем ВМС США, названим на честь громадянина Великої Британії, і першим з 1976 року названого не на честь громадянина США.

## Бойова служба
У січні 2003 року «Вінстон С. Черчилль» розгорнувся з бойовою групою авіаносця «Теодор Рузвельт»  для підтримки військової операції «Свобода Іраку», вистріливши кілька ракет «Томагавк».
22 серпня 2005 року «Вінстон С. Черчилль» був причетний до незначного зіткнення з есмінцем «МакФол» біля узбережжя Джексонвіля, штат Флорида. Обидва кораблі зазнали незначних пошкоджень. Кораблі повернулися до свого дому на морській базі Норфолк власними силами.
22 січня 2006 року «Вінстон С. Черчилль» захопив піратське судно в Індійському океані.
5 квітня 2018 року  вийшов з порту приписки Норфолк для запланованого розгортання 5-го та 6-го флоту, де буде перебувати за для регіональної стабільності в підтримку інтересів морської безпеки США.
19 березня 2021 рокуповернувся до порту Норфолк після майже дев’яти місяців розгортання у районах операцій 5-го та 6-го флотів США.